# 吴从龙 (宋朝)
吴从龙，字子云，庆元府奉化县人，南宋抗蒙军事人物，生卒年不详。

## 经历
进士出生，宋理宗时任建康军统制、武功大夫。绍定兵乱时，降蒙古的李全南下兵临扬州，吴是先锋，自建康（今南京）驰援扬州，但孤军深入后援不至而被擒，不屈而死。诏立庙于扬州、泰州祀之，皇帝赐额“褒忠”。其弟吴从虎也是武将。